# Carles Pellicer i Boulanger
Carles Pellicer i Boulanger (Barcelona, 5 de gener o 7 de gener de 1896 - ibídem, 26 de setembre de 1963) fou un pianista i professor del Conservatori Municipal de Música de Barcelona.
Fill de Joan Baptista Pellicer i Cardona, pianista i professor de l'Escola Municipal de Música de Barcelona, el 1911 en Carles s'examinà a l'Escola de segon curs de violoncel amb resultat d'excel·lent, el 1914 ho feu al curs superior de piano i el 1921-1922 al d'orgue amb la mateixa qualificació. El dia 1 de març de 1919 va entrar a l'escalafó de l'ajuntament de Barcelona.
El 1924, pare i fill acompanyaren al piano l'Orquestra Pau Casals en un concert al Palau de la Música Catalana. En Carles, però, es dedicà a l'ensenyament del piano de l'Escola Municipal de Música, on hi fou nomenat per oposició pels voltants de l'octubre del 1931. En foren alguns alumnes la futura acordionista Pepeta Sellés, els compositors Fèlix Martínez i Comín, Domènec Moner, Margarida Orfila i Maria Teresa Pelegrí, l'organista Montserrat Torrent, els pianistes Maria Teresa Monclús i Alexandre Vilalta, la soprano Francesca Cecília Gubert i el violoncel·lista Ramon Vilaclara.
Carles Pellicer tingué dos germans, l'Emili (?-1957) i la Cécile (1905-1992). Va estar casat amb Àngela Cuyàs i Ponsa (?-1986).